# Équipe de France de football en 1930
Chronologie
Saison précédente Saison suivante
L'équipe de France joue dix matches en 1930 pour deux victoires, deux nuls et six défaites. 
Cette année-là, l'équipe de France participe à la première coupe du monde de football organisée en Uruguay. Le 13 juillet 1930, la France dispute le match d'ouverture contre le Mexique. À la 19e minute, Lucien Laurent ouvre la marque et devient pour l'éternité le premier buteur de l'histoire de la Coupe du monde. La France s'impose finalement quatre buts à un. 
Avant le match contre la Tchécoslovaquie et pour la première fois, les joueurs Français sont rassemblés à Dampierre pendant trois jours.
Le 1er août la France affronte le Brésil à Rio de Janeiro (perdu 2-3), match reconnu par la Fédération du Brésil de football mais pas par la Fédération française de football.

## Les matchs
| Date            | Stade                                           | Adversaire      | Score | Comp          | Buteurs français                                       |
| 23 février 1930 | Ameal Porto, Portugal                           | Portugal        | D 0-2 | A             | -                                                      |
| 23 mars 1930    | Stade olympique Yves-du-Manoir Colombes, France | Suisse          | N 3-3 | A             | Cheuva (17e), Anatol (34ecf) & Libérati (58e)          |
| 13 avril 1930   | Stade olympique Yves-du-Manoir Colombes, France | Belgique        | D 1-6 | A             | Dubus (44e)                                            |
| 11 mai 1930     | Stade olympique Yves-du-Manoir Colombes, France | Tchécoslovaquie | D 2-3 | A             | Korb (25epen) & Delfour (30e)                          |
| 18 mai 1930     | Stade olympique Yves-du-Manoir Colombes, France | Écosse          | D 0-2 | A             | -                                                      |
| 25 mai 1930     | Stade du Pont d'Ougrée Liège, Belgique          | Belgique        | V 2-1 | A             | Pinel (26e& 72e)                                       |
| 13 juillet 1930 | Estadio Pocitos Montevideo, Uruguay             | Mexique         | V 4-1 | CM (1er tour) | Laurent (19e), Langiller (40e) & Maschinot (42e & 87e) |
| 15 juillet 1930 | Estadio Gran Parque Central Montevideo, Uruguay | Argentine       | D 0-1 | CM (1er tour) | -                                                      |
| 19 juillet 1930 | Stade Centenario Montevideo, Uruguay            | Chili           | D 0-1 | CM (1er tour) | -                                                      |
| 7 décembre 1930 | Stade Buffalo Montrouge, France                 | Belgique        | N 2-2 | A             | Pinel (3e& 67e)                                        |

A : match amical. CM : Coupe du monde de football 1930

## Les joueurs
| Joueurs                                                             |    |    |    |     |    |     |    |    |    |    |
| Gardiens de but                                                     |    |    |    |     |    |     |    |    |    |    |
| Antonio Lozes (FC Sochaux) (uniques sélections)                     | 90 | 90 | 90 |     |    |     |    |    |    |    |
| Alexis Thépot (Red Star Olympique)                                  |    |    |    | 90  | 90 | 90  | 26 | 90 | 90 | 90 |
| Défenseurs                                                          |    |    |    |     |    |     |    |    |    |    |
| Manuel Anatol (Racing Club de France)                               | 90 | 90 | 90 | 90  | 90 |     |    |    |    |    |
| André Chardar (FC Sète) (1resélection)                              | 90 | 90 |    |     |    |     |    |    |    | 90 |
| Marcel Capelle (Racing Club de France) (1resélection)               |    |    | 90 | 90  | 90 | 90  | 90 | 90 | 90 |    |
| Étienne Mattler (FC Sochaux) (1resélection)                         |    |    |    |     |    | 90  | 90 | 90 | 90 | 90 |
| Milieux                                                             |    |    |    |     |    |     |    |    |    |    |
| Alexandre Villaplane (Racing Club de France) (dernières sélections) | 90 | 90 | 90 |     |    |     | 90 | 90 | 90 |    |
| Louis Cazal (FC Sète) (dernières sélections)                        | 90 | 90 |    | 8   |    | 22  |    |    |    |    |
| Lucien Laurent (CA Paris) (1resélection)                            | 90 |    | 90 |     |    |     | 90 | 90 |    |    |
| Jean Gautheroux (Racing Club de France) (1resélection)              | 90 |    |    |     |    |     |    |    |    |    |
| Maurice Banide (AS Strasbourg)                                      |    |    | 90 | 90  | 90 |     |    |    |    |    |
| Marcel Pinel (Red Star Olympique) (uniques sélections)              |    |    |    | 90  | 90 | 90  | 90 | 90 | 90 | 90 |
| Jean Laurent (CA Paris) (1resélection)                              |    |    |    | 90  | 90 | r68 |    |    |    |    |
| Célestin Delmer (Amiens AC) (1resélection)                          |    |    |    | r75 |    | 90  |    |    | 90 | 90 |
| Augustin Chantrel (CASG Paris)                                      |    |    |    |     | 90 | 90  | 90 | 90 | 90 | 90 |
| Louis Finot (CA Paris) (1resélection)                               |    |    |    |     |    |     |    |    |    | 90 |
| Attaquants                                                          |    |    |    |     |    |     |    |    |    |    |
| Pierre Korb (FC Mulhouse) (1resélection)                            | 90 | 90 | 90 | 90  | 90 |     |    |    |    |    |
| Ernest Libérati (Amiens AC) (1resélection)                          | 90 | 90 | 90 |     |    |     | 90 | 90 | 90 | 90 |
| André Maschinot (FC Sochaux) (dernières sélections)                 | 90 | 90 |    |     |    |     | 90 | 90 |    |    |
| Gustave Dubus (FC Sète) (uniques sélections)                        | 90 |    | 90 |     |    |     |    |    |    |    |
| Henri Pavillard (Stade français)                                    |    | 90 | 90 | 90  | 90 | 90  |    |    |    | 90 |
| André Cheuva (Olympique lillois)                                    |    | 90 | 90 |     |    |     |    |    |    |    |
| Paul Nicolas (Amiens AC) (34esélection)                             |    | 90 |    |     |    |     |    |    |    |    |
| Edmond Delfour (Racing Club de France)                              |    |    |    | 90  | 90 | 90  | 90 | 90 | 90 | 90 |
| Marcel Kauffmann (FC Mulhouse) (1resélection)                       |    |    |    | 90  | 90 | 90  |    |    |    |    |
| Marcel Langiller (Excelsior AC)                                     |    |    |    |     |    | 90  | 90 | 90 | 90 |    |
| Émile Veinante (Racing Club de France) (4esélection)                |    |    |    |     |    |     |    |    | 90 |    |
| Hervé Marc (Stade Rennais UC) (1reet dernière sélection)            |    |    |    |     |    |     |    |    |    | 90 |